# Strike (серия игр)
Strike — серия компьютерных игр в жанре многонаправленного шутера, разработанная компанией Electronic Arts. Первая игра серии, Desert Strike: Return to the Gulf, была выпущена в 1992 году для компьютеров Amiga и IBM PC, а также для ряда игровых приставок. Игра получила четыре продолжения, также выходивших на компьютерах и консолях. Некоторые игры серии впоследствии были переизданы на портативных приставках Game Boy Advance и PlayStation Portable.
В играх серии игрок управляет боевым вертолётом, наблюдая за ним от третьего лица. Каждый уровень игры представлен большой картой боевых действий и рядом заданий, которые игрок должен выполнить. Задания включают уничтожение определённых объектов, сопровождение конвоя и другие подобные миссии. В некоторых заданиях игрок управляет другими боевыми машинами и даже самим пилотом. В качестве основного вертолёта в игре использовались вертолёты AH-64 Apache, RAH-66 Comanche, UH-60 Black Hawk и вымышленный Super Apache.
В первых трёх играх серии использовалась изометрическая графика. Игры имели развитый сюжет, излагаемый в виде анимированных заставок между уровнями. Следующие две игры серии использовали трёхмерную полигональную графику, а сюжет излагался в видеозаставках с участием актёров.
В последней игре серии, Nuclear Strike, вышедшей в 1997 году, присутствует трейлер её продолжения — Future Strike. Однако эта игра не была выпущена. Вместо неё в 1998 году была выпущена игра Future Cop: LAPD, имеющая аналогичный игровой процесс и включающая некоторые элементы, показанные в трейлере.

## Игры серии
- Desert Strike: Return to the Gulf (1992)
- Jungle Strike (1993)
- Urban Strike (1994)
- Soviet Strike (1996)
- Nuclear Strike (1997)

## Похожие игры
В 1994 году компания Malibu Games, выпустившая версию Desert Strike: Return to the Gulf для портативной игровой консоли Game Boy, разработала и выпустила две игры по популярным лицензиям. Их игровой процесс и оформление были аналогичны играм серии Strike. Первая игра, BattleTech: A Game of Armored Combat, была создана по мотивам серии настольных игр BattleTech. В ней игрок управлял шагающим боевым роботом. Вторая игра, SeaQuest DSV, была создана по мотивам одноимённого телесериала. В ней игрок управлял подводным кораблём.